# Wojna syjamsko-wietnamska (1769–1773)
Wojna syjamsko-wietnamska 1769-1773 – konflikt o przejęcie władzy w Kambodży.
Do połowy XVIII w. władzę w Kambodży sprawowali władcy syjamskiego królestwa Ayutthaya. W latach 60. XVIII w. wschodnie tereny kraju ulegać zaczęły coraz większym wpływom Wietnamu. Gdy w roku 1769 Syjam poniósł klęskę w wojnie z Birmą, Wietnamczycy dojrzeli szansę zwiększenia swoich wpływów w Kambodży, rozpoczynając zakrojoną na szeroką skalę ofensywę. W jej wyniku obalono rządy popieranego przez Syjam króla Ang Nona, osadzając na tronie jego brata, którego pierwszą decyzją była odmowa płacenia trybutu Syjamowi. 
Król Syjamu Taksin nie zwlekał z odpowiedzią, kierując swoje siły na Siem Reap i Battambang. W roku 1770 Wietnamczycy przypuścili kontrataki na prowincje Trat i Chanthaburi, co sprowokowało Taksina do zmiany planów i zajęcia Banteay Meas oraz Phnom Penh. Następnie Syjamczycy zaatakowali stolicę Banteay Pech, zmuszając marionetkowego króla wietnamskiego do ucieczki. Na tron Kambodży przywrócono obalonego króla Ang Nona.  
Porażki na froncie zmusiły Wietnam do wysłania do Kambodży kolejnych sił. Armia wietnamska kierując się od Zatoki Tajlandzkiej pomaszerowała na Phnom Penh, ponownie zmuszając Ang Nona do ucieczki. W tej sytuacji Taksin przegrupował swoje wojska przechodząc do ofensywy. Do roku 1773 wojska wietnamskie zostały rozbite i wyparte z kraju. W roku 1775 Ang Non ostatecznie powrócił na tron kambodżański.